# Vic
Vic(katalánul: Vich) település Spanyolországban, Barcelona tartományban. Lakosainak száma 49 530 fő (2024).

## Fekvése
Barcelonától északra 60 km-re, a Meder és a Gurri folyók találkozásánál fekszik. Tengerszint feletti magassága 494 m.

### Közeli települések
Vic Gurb, Folgueroles, Calldetenes, Santa Eugènia de Berga, Malla, Muntanyola, Santa Eulàlia de Riuprimer és Sant Bartomeu del Grau községekkel határos.

## Története
A róamiak alapították itt Ausa városát, amely 61-ban lett püspöki székhely.

## Látnivalók
- Városháza
- Montcada-kastély
- Római templom
- Irgalmas Miasszonyunk-templom (Església de la Pietat)
- Casa Bojons
- Església dels Dolors
- Püspöki Múzeum (Museu Episcopal)
- Püspöki palota
- Szent Péter-katedrális
- Convent de Santa Teresa
- Església del Carmen
- Szent Domonkos-kolostor és -templom
- Szent Kereszt-kórház

## Testvértelepülések
- Somoto
- Torredonjimeno

## Népesség
A település lakosságának változását az alábbi diagram mutatja:
| Lakosok száma | 4911 | 12 113 | 15 398 | 20 303 | 28 694 | 36 571 | 39 844 | 41 956 | 46 214 | 49 530 |
|               | 1717 | 1887   | 1936   | 1960   | 1986   | 2004   | 2009   | 2014   | 2019   | 2024   |